# Apollo (Pensilvânia)
Apollo é um distrito localizado no estado norte-americano de Pensilvânia, no Condado de Armstrong.

## Demografia
Segundo o censo norte-americano de 2000, a sua população era de 1765 habitantes. 
Em 2006, foi estimada uma população de 1655, um decréscimo de 110 (-6.2%).

## Geografia
De acordo com o United States Census Bureau tem uma área de 
0,9 km², dos quais 0,8 km² cobertos por terra e 0,1 km² cobertos por água.

## Localidades na vizinhança
O diagrama seguinte representa as localidades num raio de 4 km ao redor de Apollo. 